# 재결정

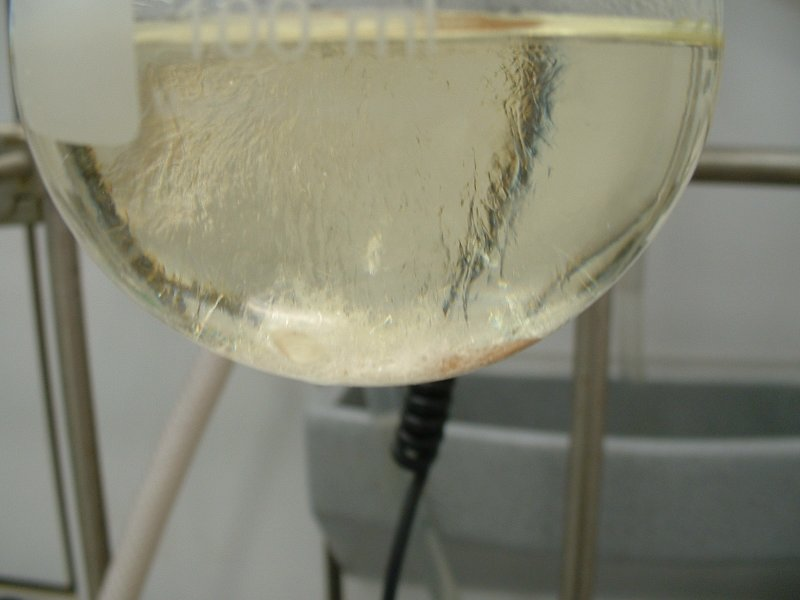

재결정(再結晶)은 경화된 재료를 가열하면 연화되기 전에 먼저 내부응력이 제거되고, 더욱더 가열하게 되면 내부 응력이 없는 새로운 결정핵이 결정 경계에 생기게 된다. 재료 내부에 새로운 결정이 발생하고, 성장하여 전체가 새 결정으로 바뀌는 현상을 재결정이라 한다.

## 정의
물질의 온도에 따른 용해도 차를 이용하여 순수한 고체 물질을 분리하는 방법이다. 불순물이 섞여 있는 고체 물질을 용매에 녹인 다음 용액의 온도를 낮추거나 용매를 증발시켜 순수한 고체 물질을 얻는다. 물질이 결정을 이룰 때는 불순물을 함유하기 어렵다. 따라서, 그 물질을 한번 녹여서 용액으로 만들고, 그것을 가열하여 포화 용액이 된 후 온도를 내리면 보통은 결정이 석출한다. 이 조작을 재결정이라고 한다. 이것을 여과하여 소량의 순수한 용매로 씻으면, 불순물은 거의 용액 속에 남는다. 얻은 결정은 새로운 용매에 녹여서 재결정을 되풀이하면 보다 순수한 물질이 된다.

## 같이 보기
- 결정 구조
- 결정화
- 단결정